# Portada e escadaria do Edifício Margarida
A Portada e escadaria do Edifício Margarida, ou Casa nº 59 da Av. Sete de Setembro, em Salvador, BA, teve alguns elementos decorativos tombados pelo Instituto do Patrimônio Histórico e Artístico Nacional (IPHAN) em 1949, através do processo de número 226.

## Arquitetura
O sobrado tinha quatro pavimentos: térreo, primeiro e segundo pavimentos e sótão. No térreo, uma bela portada de pedra escura com porta almofadada e pregaria.
Os elementos tombados foram: no térreo, portada nobre de pedra lavada, com sua respectiva folha, pregaria e demais peças; duas portas de madeira no interior do saguão, ambas com bandeiras de ferro e uma delas com verga e ombreira de madeira.
No primeiro pavimento: grade divisória de cômodo, em madeira recortada, servindo de vedação ao arco abaulado, entre o hall superior e a sala interna, folha da porta de acesso do salão principal; folha do armário da porta do corredor.
No segundo pavimento: folhas de quatro portas com suas respectivas ombreiras e vergas, uma delas ostentando espelho de fechadura, folhas de duas janelas, com postigos, na sala de jantar.

Elementos tombados pelo IPHAN em 1949, recebendo tombo histórico (Inscrição 257/1949) e tombo de belas artes (Inscrição 324/1949).